# Polivți, Hoșcea
Polivți (în ucraineană Полівці) este un sat în comuna Tuciîn din raionul Hoșcea, regiunea Rivne, Ucraina.

## Demografie
Componența lingvistică a localității Polivți
     Ucraineană (99,26%)
     Alte limbi (0,74%)
Conform recensământului din 2001, majoritatea populației localității Polivți era vorbitoare de ucraineană (99,26%), existând în minoritate și vorbitori de alte limbi.